# دارن داننینگ
دارن داننینگ (انگلیسی: Darren Dunning؛ زادهٔ ۸ ژانویهٔ ۱۹۸۱) بازیکن فوتبال اهل بریتانیا است.
از باشگاه‌هایی که در آن بازی کرده‌است می‌توان به باشگاه فوتبال یورک سیتی، باشگاه فوتبال بلکبرن روورز، باشگاه فوتبال مکلسفیلد تاون، باشگاه فوتبال تورکی یونایتد، باشگاه فوتبال بلکپول، باشگاه فوتبال روچدیل، باشگاه فوتبال گینزبورو ترینیتی، باشگاه فوتبال بریستول سیتی، و باشگاه فوتبال هروگیت تاون اشاره کرد.